# Emiliano Costa Pellé
El Contralmirante Emiliano Costa Pellé (Quillota, Aconcagua-Viña del Mar)fue un marino y político chileno.

## Vida
Fue hijo de Ricardo Costa Gómez y de Margarita Pellé Salvá. Entre sus hermanos, encontramos al marino, diplomático y político Enrique Costa Pellé y, el político y ex intendente de Coquimbo Ricardo Costa Pellé.
Contrajo matrimonio con Olga Klammer.
Ingresó a la Escuela Naval de Valparaíso en 1892. Como Capitán de Fragata realizó un curso en la Academia de Guerra Naval, fue Oficial a prueba en el Estado Mayor. Como Capitán de Navío sirvió en el cargo de Subjefe y después, el de Jefe del Estado Mayor. Fue 2° Comandante del Acorazado Latorre y de numerosos cazatorpedos. 
Buque-Escuela Baquedano y crucero Chacabuco.
Fue Director de Armamentos y Defensa de Costa. Desempeño comisiones en Inglaterra, Estados Unidos.
Intendente de Aconcagua y, alcalde de Valparaíso, entre 1927 y 1928.
Se retiró de la Armada en 1928. Fue Presidente del Centro de Almirantes y Generales en retiro.